# 日本産業ホールディングズ
日本産業ホールディングズ株式会社（にほんさんぎょうホールディングズ、英: Nihon Industrial Holdings Co., Ltd.）は、純粋持株会社。傘下の事業会社群は、「情報技術事業」「会計コンサルティング事業」「飲食事業（店舗運営支援・受託）」「コスメ事業」などを行っていたが、2010年以降事実上解体され、2011年8月には連結子会社は1社のみとなっていた。
2007年6月期以降連続して当期損失を計上するなど経営不振が続いており、2011年6月期には債務超過に陥っていた。更に情報技術事業を行っていたアルファ・テクノロジー社をめぐり不適切な会計処理が発覚。過年度の有価証券報告書等を訂正する事態となった。2011年12月、これを重大な虚偽記載ととらえた札幌証券取引所は上場廃止を決定した。

## 沿革
- 1991年12月 - 札幌市に有限会社として設立。
- 1996年12月 - 株式会社アルファークラフトとなる。
- 2002年3月 - 日本証券業協会「グリーンシート市場-エマージング銘柄」に指定を受ける。
- 2003年
  - 6月 - 株式会社プライムファームを子会社化。
  - 10月 - 株式会社アルファ・トレンドに商号変更。
- 2004年3月16日 - 札幌証券取引所アンビシャス市場上場。
- 2005年7月 - 株式会社アルファ・インベストメント（後の株式会社アルファ・イノベーションズ）を設立し、投資事業を開始。
- 2006年3月 - 株式会社アルファ・トレンド・ホールディングスに商号変更。会社分割によりIT事業を株式会社アルファ・テクノロジーへ継承し、純粋持株会社化。
- 2007年3月 - 株式会社アクシコを子会社化。株式会社アクシコが子会社・株式会社アクシコエンターテインメントを設立。
- 2008年2月 - 株式会社アクシコが第三者割当増資を実施し、子会社から持分法適用会社になる。
- 2009年
  - 10月 - 日本産業ホールディングズ株式会社に商号変更。
  - 12月 - 日本産業総研株式会社を設立。株式会社プライムファームが飲食事業を開始。
- 2010年
  - 6月 - 株式会社アルファ・イノベーションズの株式を譲渡。連結子会社でなくなる。
  - 9月 - 日本産業総研株式会社の美容・健康関連事業を新設分割し、ロータスコスメビュート株式会社設立。
  - 10月 - 株式会社アルファ・テクノロジーの株式を譲渡。連結子会社でなくなる。
  - 11月 - 株式会社プライムファームの株式を譲渡。連結子会社でなくなる。
- 2011年
  - 7月 - ロータスコスメビュート株式会社の株式を譲渡。連結子会社でなくなる。
  - 8月 - 元子会社の株式会社アルファ・テクノロジーをめぐる不適切な会計処理（後述）で過年度の決算を訂正。有価証券報告書等の訂正報告書を提出。株式会社中小企業助成会と中小企業共済株式会社が、当社株式を売却。日本産業総研株式会社を株式会社ヴァンデージに商号変更。
  - 9月 - 本店を東京都渋谷区に移転。
  - 12月 - 有価証券報告書等への重大な虚偽記載等の上場廃止基準に抵触し、札幌証券取引所が上場廃止を決定。
- 2012年1月23日 - 上場廃止。

## 不祥事
日本産業ホールディングズとその子会社であったアルファ・テクノロジーは、モバイルサイト事業の開始について取締役会決議など適切な社内手続きを行っていなかった。また事業開始後も売上高の過大計上やソフトウェア資産の過大計上をするなど不適切な会計処理を行い、有価証券報告書等に虚偽記載を行った。さらに社外調査委員会の調査にも子会社の役員が協力しなかったため、早期に適切な会計処理を行うことができず、有価証券報告書等の訂正報告書の提出は、2010年10月に日本産業ホールディングズが不適切な会計処理の事実を開示してから10カ月後の2011年8月まで遅れた。また再発防止策となる内部統制システムの再構築も遅れ、2011年6月期の内部統制報告書で最終的な評価結果を表明できない事態となった。
以上の事態を受け、札幌証券取引所は上場廃止を決定している。また2011年11月、証券取引等監視委員会も金融商品取引法違反として課徴金納付命令勧告を出している。

## 傘下企業

### 連結子会社
- 株式会社ヴァンデージ

### 持分法適用関連会社
- 株式会社アクシコ
- 株式会社アクシコエンターテインメント